# Charlotte Bunch
Charlotte Anne Bunch (13 oktober 1944) is een Amerikaanse feministische auteur, die actief is in verschillende en organisator in vrouwenrechten- en mensenrechtenbewegingen. Bunch is oprichter en senior onderzoeker bij het Center for Women's Global Leadership aan de Rutgers University in New Brunswick, New Jersey.  Ze is daar hoogleraar aan de afdeling Vrouwen- en Genderstudies.